# ピライーバ
ピライーバ (学名: Blachyplatystoma filamentosum　英名:Piraiba)は、ナマズ目ピメロドゥス科に分類する大型のナマズの仲間である。現地ではピライーバ (piraíba) の他にラウラウ (lau lau) やクマクマ (kumakuma) とも呼ばれる。

## 分布
南アメリカのアマゾン川流域、オリノコ川流域、ギアナ地方とブラジル北東部の河川に固有の種である。

## 形態
全長は通常で1.2mほどだが最大では3.6m、体重の最大値は200kgにもなる。
背部は暗灰色から明灰色で尾鰭または尾鰭基部に小さな暗点がある。背鰭はピンクがかっている。尾鰭の切れ込みは深い。若年個体は身体に暗色の点や染みがある。
食性は完全な魚食性で、ロリカリア科や他の底生性魚類を捕食する。

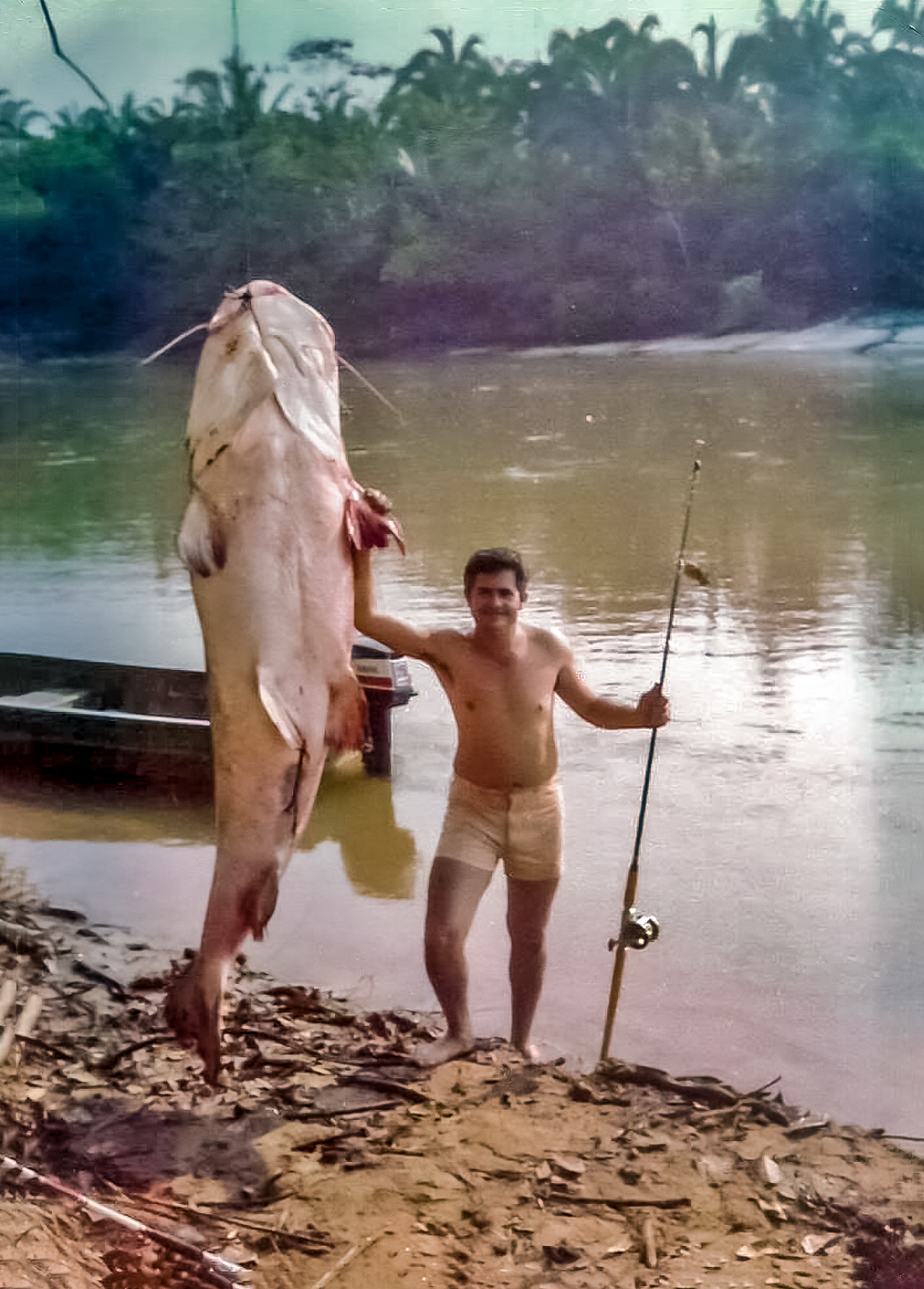

## 生態
淡水域と汽水域の両方でみられる。本種は降海をしない底生魚で、柔らかい水底を持ちある程度の流れと深さがある水路に生息している。

## 人間との関わり
大型の魚類ではあるが、ピライーバはゲームフィッシングや水産業の対象とされている。基本的には無害であり、偏性の魚食性だと考えられているが、胃の内容物からサルの身体の一部が見つかったことがあると言われている。